# ふらわぁパーティ
ふらわぁパーティは、FM NACK5で、開局翌日の1988年11月1日から1991年3月28日まで放送されていたラジオ番組。

## 概要
FM NACK5開局と共にスタートした、NACK5で一番最初の平日の午前・正午前のワイド番組。
パーソナリティーは、この1988年7月にアナウンサーとして所属していたニッポン放送を退社してフリーになったばかりの内村直子。「生活のアイディアと音楽」（J-POP、洋楽交えて）をコンセプトとしてスタート。女性リスナーも多いのを意識し、映画、演劇、音楽など各種情報を様々な音楽にのせて送った。オープニングは通常「生き生きしてますか」の挨拶で始まっていた。
スキーツアー、ティーパーティー、1989年5月14日開催のバーベキューパーティなど、リスナーを集めてのイベントも行われていた。
放送時間は最初月曜日から金曜日の9:00から13:00までだったが、1990年4月から12時台で『ウキウキSOUND BREAK』が、金曜日で『NACK FIVE SUPER FRIDAY』がそれぞれスタートしたことにより月曜日かから木曜日の12:00までに放送枠が縮小となった。
パーソナリティーの内村自身の結婚と同じタイミングで1991年3月を以て終了、内村は専業主婦に転じてラジオからは退いた。

## 放送時間
- 月曜日 - 金曜日 9:00 - 13:00 （1988年11月1日 - 1990年3月30日）[1][7]
- 月曜日 - 木曜日 9:00 - 12:00 （1990年4月2日 - 1991年3月28日）[1][7]

## コーナー・タイムテーブル
（）

### 1988年11月 - 1989年3月
- 9:00 - Hello Aniversary
- 9:30 - ノンストップおそうじミュージック
- 9:55 - 交通情報・天気予報
- 10:00 - MORNING PARTY
- 10:30 - SOUND COOKING
- 10:55 - 交通情報
- 11:00 - ALL REQUEST
- 11:55 - 交通情報・天気予報
- 12:00 - マインド・エクササイズ
- 12:15 - 気分はオーダーメイド
- 12:30 - I LOVE SCREEN
- 12:45 - アウトドア・ガールズ

### 1989年4月 - 1990年3月
- 9:00 - Hello Aniversary
- 9:30 - ノンストップおそうじミュージック
- 9:55 - 交通情報・天気予報
- 10:00 - MORNING PARTY
- 10:30 - ALL REQUEST （途中10:55交通情報）
- 11:30 - SOUND COOKING （1989年10月以降は月曜〜木曜コーナー）
- 11:55 - 交通情報・天気予報
- 12:00 - サウンド・アストロジー （1989年10月以降は金曜11:30枠コーナー）
- 12:30 - マイ・フィットネス （1989年10月以降は12:00 - 13:00枠）

### 1990年4月 - 1991年3月
- 9:00 - Hello Aniversary
- 9:30 - MUSIC MINE （1組のアーティストの特集コーナー[9]）
- 9:55 - 交通情報・天気予報
- 10:00 - MORNING PARTY
- 10:30 - フラワーリクエスト
- 10:55 - 交通情報
- 11:00 - 地球にキッス
- 11:54 - 交通情報・天気予報